# فرودگاه پانا
 فرودگاه پانا (به انگلیسی: Panna Airport) یک فرودگاه همگانی است که یک باند فرود سنگفرش دارد. این فرودگاه در کشور هند قرار دارد .